# Podstročník
Podstročník je doslovný překlad cizího textu vypracovaný lingvistou, s nímž pak dále pracuje například básník. Jedná se také o typ rozšiřujícíhu překladu, totiž přepis básní prózou.